# Toll (Einheit)
Toll, auch mit Tall bezeichnet, war ein Zählmaß im preußischen Königsberg und spielte im Handel mit Garn-Strängen eine Rolle. 
Beim Aufwinden des Garns auf die Zählhaspel wurde nacheinander jeweils eine regional unterschiedliche Anzahl sogenannter Faden zu einem Gebinde verschnürt oder abgebunden (daher der Name „Gebinde“). Eine bestimmte Menge von Gebinden bildete schließlich den fertigen Garnstrang. Ein Faden wurde durch eine volle Umdrehung einer Haspel abgemessen. Die Fadenlänge war daher vom Umfang der Haspel abhängig. 
- 1 Faden = 3,5 Ellen Haspelumfang
- 1 Gebinde = 40 Faden
- 1 Toll = 10 Gebinde = 400 Faden
- 1 Stück = 2 Toll = 20 Gebinde = 800 Faden
- 1 Spuhl/Spule/Spul Garn = 2 Stück = 4 Toll = 40 Gebinde = 1600 Faden[1][2]

## Andere Bezeichnungen für das Maß von Strängen
- Geschleif
- Écheveau
- Hank
- Lopp
- Roof
- Schneller
- Zaspel